# Sinningia
Sinningia är ett släkte av tvåhjärtbladiga växter. Sinningia ingår i familjen Gesneriaceae.

## Bildgalleri

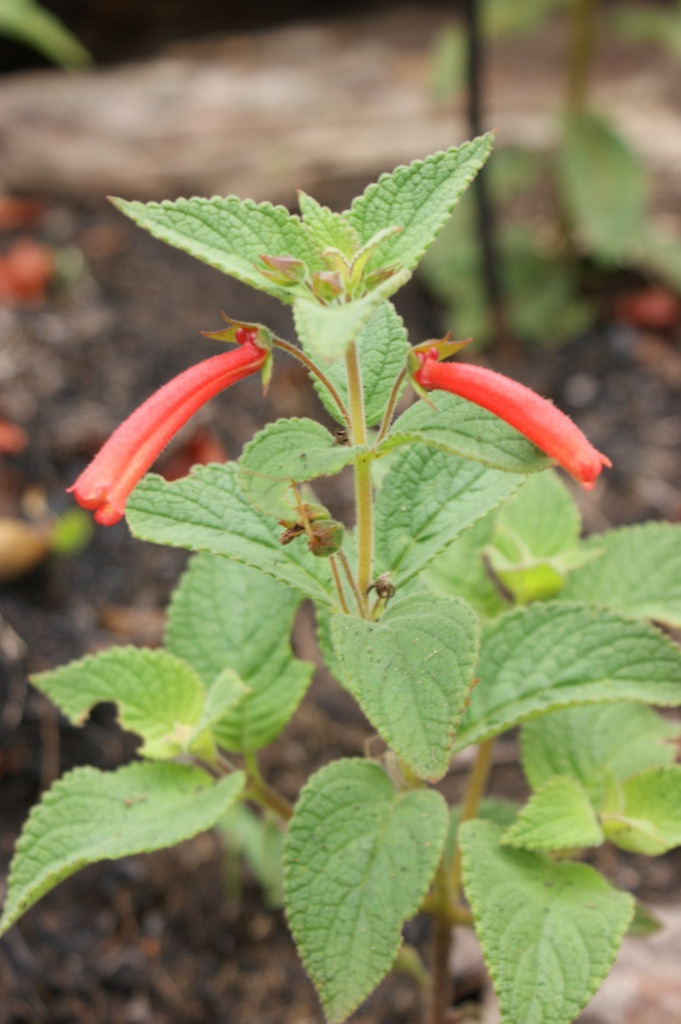

## Dottertaxa tillSinningia, i alfabetisk ordning[1]
- Sinningia aggregata
- Sinningia aghensis
- Sinningia allagophylla
- Sinningia amambayensis
- Sinningia araneosa
- Sinningia barbata
- Sinningia brasiliensis
- Sinningia bulbosa
- Sinningia calcaria
- Sinningia canescens
- Sinningia carangolensis
- Sinningia cardinalis
- Sinningia cochlearis
- Sinningia concinna
- Sinningia conspicua
- Sinningia cooperi
- Sinningia curtiflora
- Sinningia defoliata
- Sinningia douglasii
- Sinningia elatior
- Sinningia eumorpha
- Sinningia gesneriifolia
- Sinningia gigantifolia
- Sinningia glazioviana
- Sinningia guttata
- Sinningia harleyi
- Sinningia hatschbachii
- Sinningia helleri
- Sinningia hirsuta
- Sinningia iarae
- Sinningia incarnata
- Sinningia insularis
- Sinningia kautskyi
- Sinningia lateritia
- Sinningia leopoldii
- Sinningia leucotricha
- Sinningia lindleyi
- Sinningia lineata
- Sinningia macrophylla
- Sinningia macropoda
- Sinningia macrostachya
- Sinningia magnifica
- Sinningia mauroana
- Sinningia maximiliana
- Sinningia micans
- Sinningia nivalis
- Sinningia nordestina
- Sinningia piresiana
- Sinningia punctata
- Sinningia pusilla
- Sinningia reitzii
- Sinningia richii
- Sinningia rupicola
- Sinningia sceptrum
- Sinningia schiffneri
- Sinningia schomburgkiana
- Sinningia sellovii
- Sinningia speciosa
- Sinningia striata
- Sinningia sulcata
- Sinningia tuberosa
- Sinningia tubiflora
- Sinningia valsuganensis
- Sinningia warmingii
- Sinningia velutina
- Sinningia villosa